# Schneebiger Nock
Schneebiger Nock (italsky Monte Nevoso), ve staré literatuře nazývaný také Ruthnerhorn, je se svou nadmořskou výškou 3358 m druhou nejvyšší horou po Hochgallu v pohoří Rieserferner, horském pásmu v západní části Vysokých Taur. Hora se nachází v italské provincii Jižní Tyrolsko v přírodním parku Rieserferner-Ahrn (Parco Naturale Vedrette di Ries-Aurina). Poprvé na ni vystoupili 6. října 1866 rakouský arcivévoda Rainer Ferdinand, hrabě Heinrich Wurmbrand a horští vůdci Georg Auer a Johann Oberarzbacher z Reinu v Taufers a Georg Weiss, hostinský ze St. Johann im Ahrntal. Dnes je Schneebiger Nock přístupný od chaty Kasseler Hütte (též Hochgallhütte) na severovýchodě nebo od chaty Rieserfernerhütte na jihu a pro svůj nápadný pyramidální tvar a výrazné hřebeny je hojně navštěvovanou vyhlídkovou horou.

## Poloha a okolí

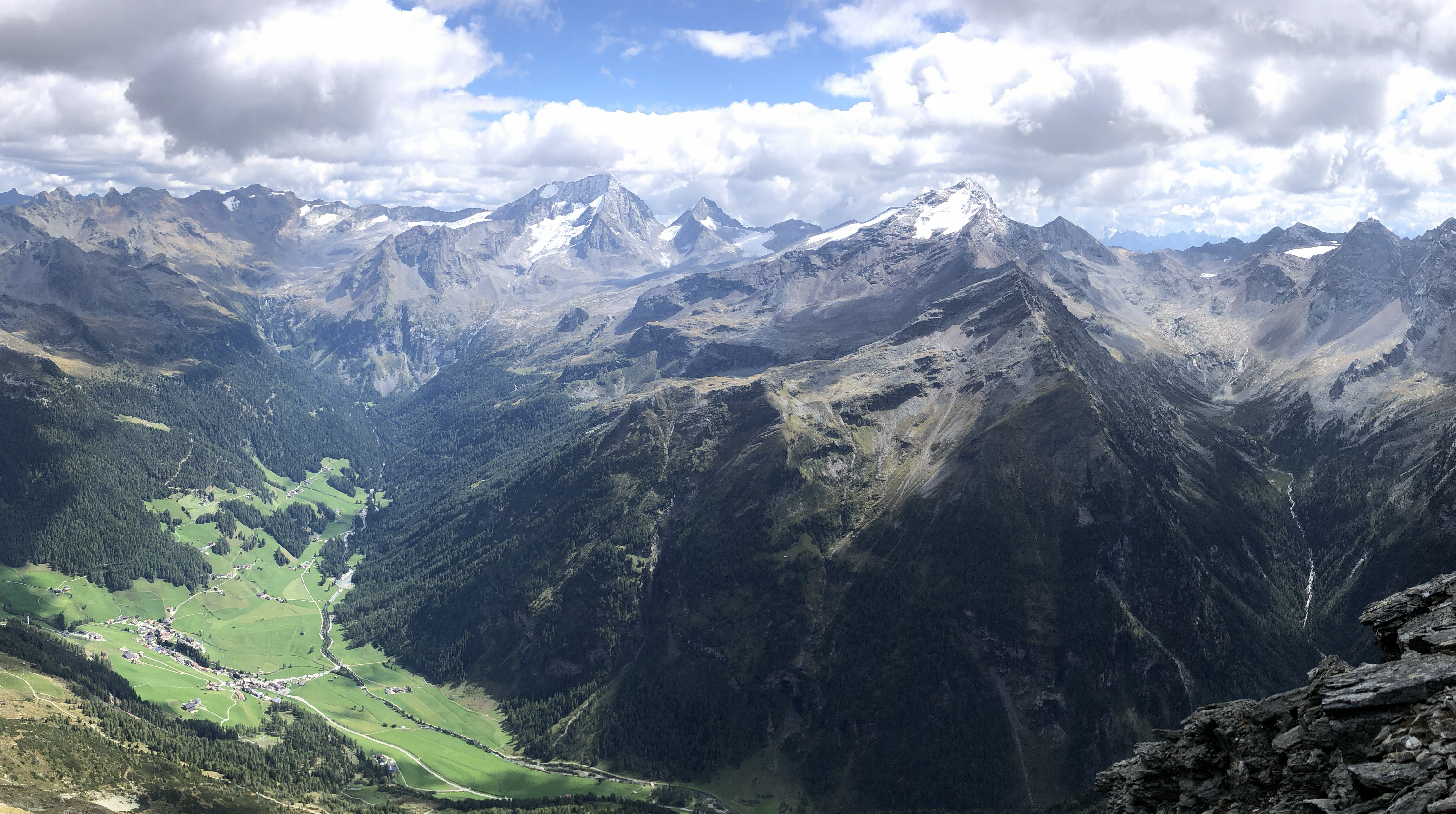
Schneebiger Nock (vpravo uprostřed mezi Gelttalem (vpravo) a Bachertalem (vlevo)), vpředu Rein in Taufers (vlevo vpředu) s Reintalem, v pozadí Großer Rotstein, Mulle, Winkelspitze, Lenkstein, Barmer Spitze, Hochgall, Hochgallhütte, Wildgall, Hochflachkofel (vlevo od Schneebiger Nock s Rieserferner), dále Gelttalspitze, Rieserfernerhütte, Schwarze Wand a Wasserkopfspitze (vpravo od Schneebiger Nock), přímo před Schneebiger Nock Gatternock.

Schneebiger Nock se nachází severně od hlavního hřebene Rieserferner a je ze severu a východu obklopen ledovci, které v současnosti ustupují. Na severu leží Schneebiger-Nock-Ferner (Vedretta di Monte Nevoso), na východě zasahuje Westlicher Rieserferner těsně pod jihovýchodní hřeben. Bývalý malý ledovec na jihu od poloviny 19. století vlivem klimatických změn roztál. Na jihovýchodním hřebeni sousedí se Schneebiger Nockem Fernerköpfl, Frauenköpfl (3251 m) a 3273 m vysoký Magerstein. Poněkud stranou, v průběhu severozápadního hřebene, se nachází Gatternock, vysoký 2888 m. Na jihovýchod od Schneebiger Nock se táhne údolí Antholzer Tal, na severozápadě údolí Reintal a na severovýchodě údolí Val del Rio, boční větev údolí Reintal. Významnými obcemi jsou Rein (Riva) na severu, vzdálený asi 5 km vzdušnou čarou, a Antholz-Mittertal rovněž 5 km jižně.

## Geologie
Z geologického hlediska leží skupina Rieserferner v tzv. staroglejské zóně, oblasti rozkládající se východně od údolí Eisacktal, jejíž součástí je i Rieserfernerský pluton. Hlavní hřeben Rieserferneru v okolí Magersteinu a Fernerköpflu je tvořen středně až jemnozrnným tonalitem, který se zde vyskytuje ve velké mocnosti. Tento tvrdý plutonit je díky své rozsáhlé odolnosti vůči erozi zodpovědný za výšku pohoří.

## Historie výstupů
Na podzim roku 1866 chtěl Rainer Ferdinand Rakouský při příležitosti svého pobytu v Vysokých Taurách, během něhož vystoupil také na Großglockner, uskutečnit také prvovýstup. K tomuto účelu se nabízela dosud nevylezená hora Schneebiger Nock, kterou Karl von Sonklar nazval také Ruthnerhorn (podle Antona von Ruthnera). Skupinu tvořili kromě arcivévody císařský a královský major hrabě Heinrich Wurmbrand a arcivévoda. Major hrabě Heinrich Wurmbrand a dva horští vůdci Georg Weiss a Johann Arzbacher z Reinu. K nim se připojil hostinský Sankt Johann z údolí Rein, pravděpodobně jako nosič. Z Reinu vyrazili za rozbřesku a šli nejprve východním směrem přes Bachertal. Přes poněkud zledovatělý severozápadní hřeben dosáhli po dobrých pěti hodinách s použitím maček a horolezeckého lana[2] vrcholu. Podle literatury dosáhl vrcholu jako druhý Paul Grohmann. Dne 16. září 1875 se při výstupu vydal Arcivévodovou cestou, ale při sestupu zvolil dnes normální cestu severním hřebenem. Již v roce 1871 dosáhl vrcholu zeměměřič z Císařského a královského vojenského zeměpisného ústavu ve Vídni. První přímý výstup přes Západní Rieserferner zvládli Johann Stüdl z Prahy a Reinhold Seyerlen ze Stuttgartu pod vedením Hanse Ausserhofera z Reinu 31. července 1877.

## Rozvoj turistiky
Od roku 1877 se na severním svahu v nadmořské výšce 2276 m nacházela útulna, která byla v roce 1910 rozšířena na Kasseler Hütte (Rifugio Roma alla Vedrette di Ries). Dalším možným výchozím bodem je chata Rieserfernerhütte (Rifugio Forcella Valfredda) nacházející se na jihu ve výšce 2791 metrů. Tato chata postavená v roce 1980 nahradila původní Fürther Hütte z roku 1902. Normální trasa vede od chaty Hochgallhütte jižním směrem s boulderovým lezením a kontaktem s ledovcem za 3 až 4 hodiny po severním hřebeni. Stupeň obtížnosti je UIAA I. Varianta severovýchodním hřebenem je poněkud obtížnější, s obtížností až UIAA II+ na rozpadající se skále. Trasa přes jihovýchodní hřeben je jen o něco obtížnější, přičemž klíčový úsek je zajištěn jako ferrata.

## Galerie

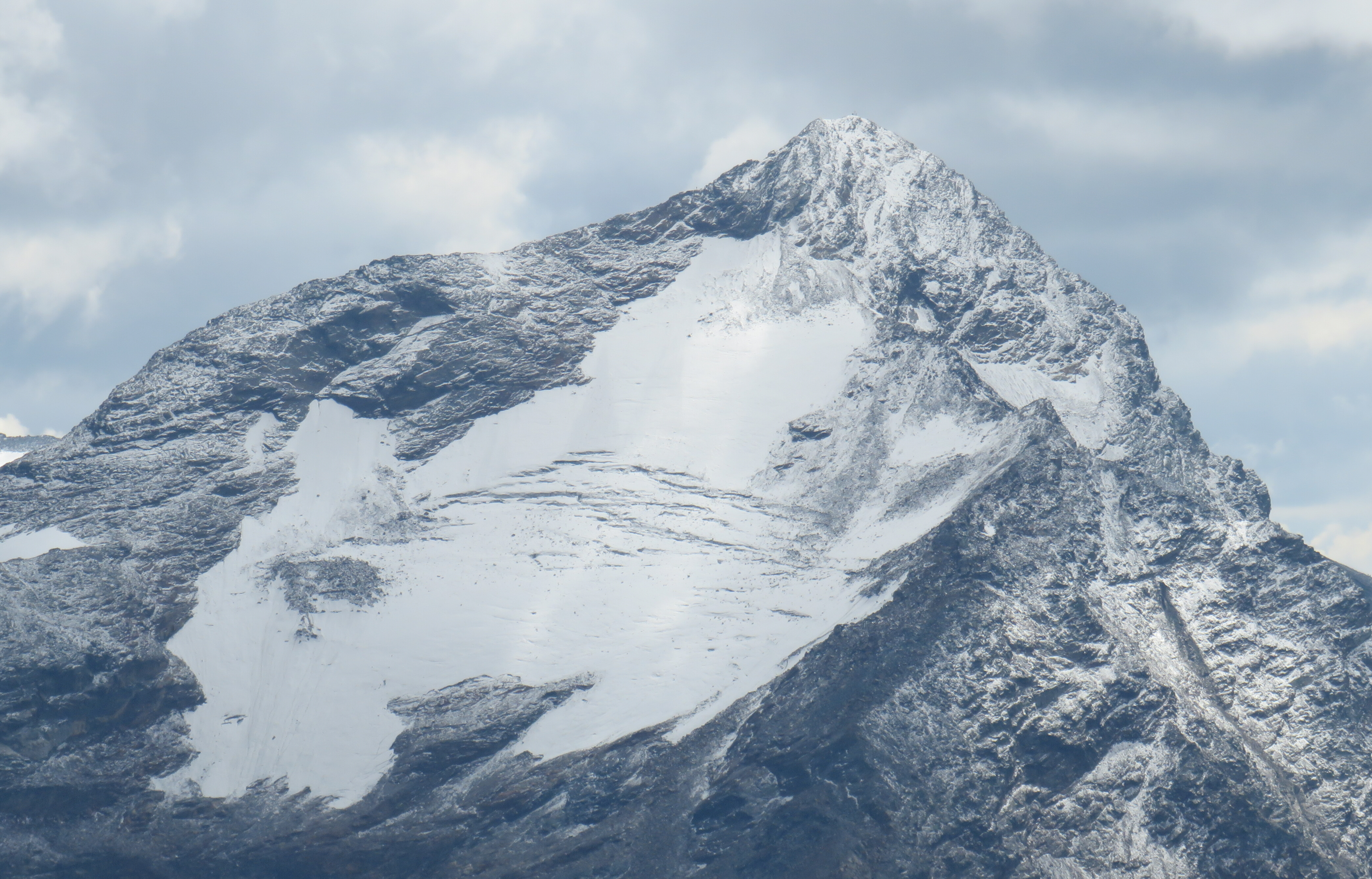
Vrcholová struktura Schneebiger Nock od severozápadu
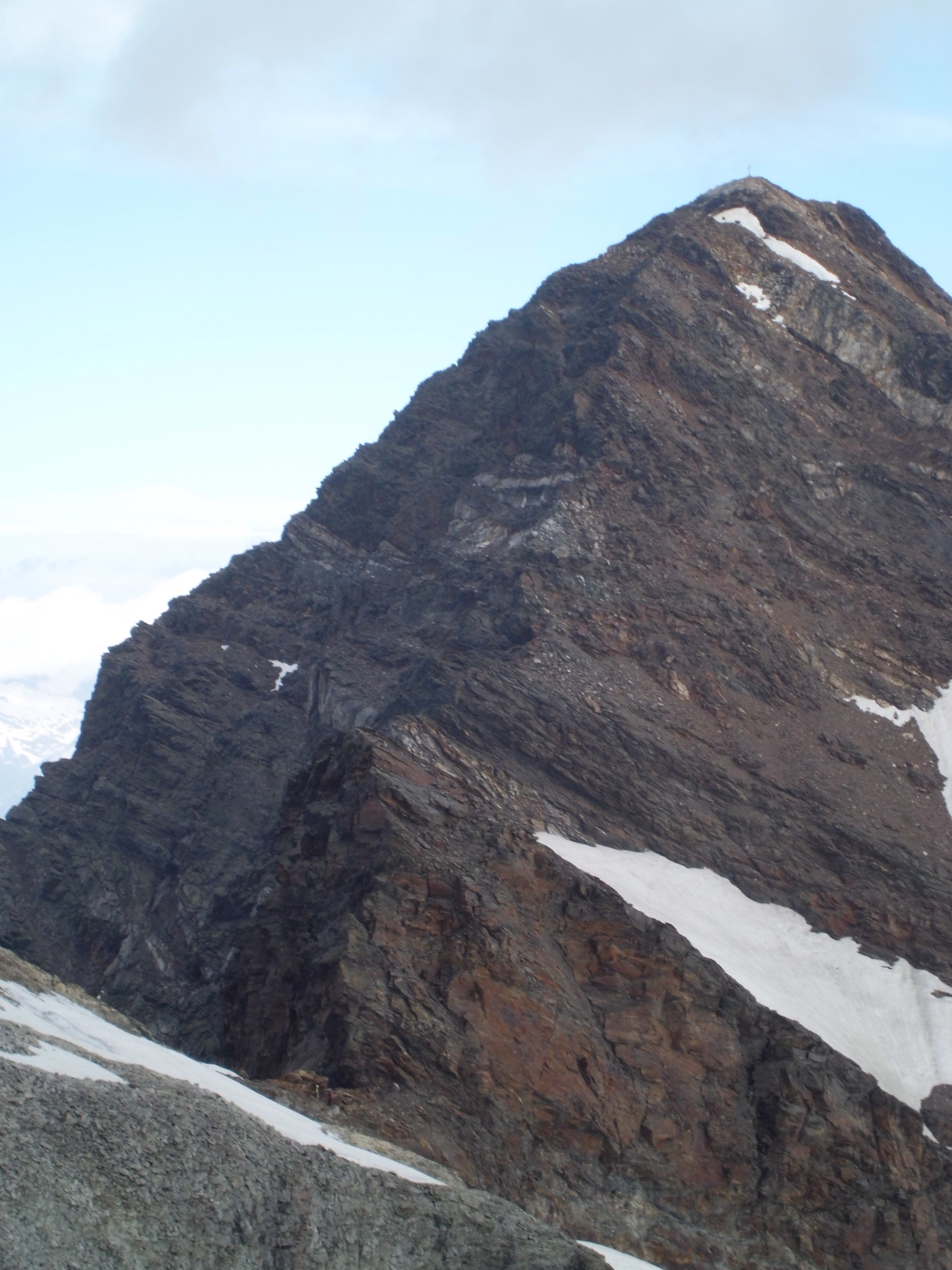
Jihovýchodní hřeben Schneebiger Nock
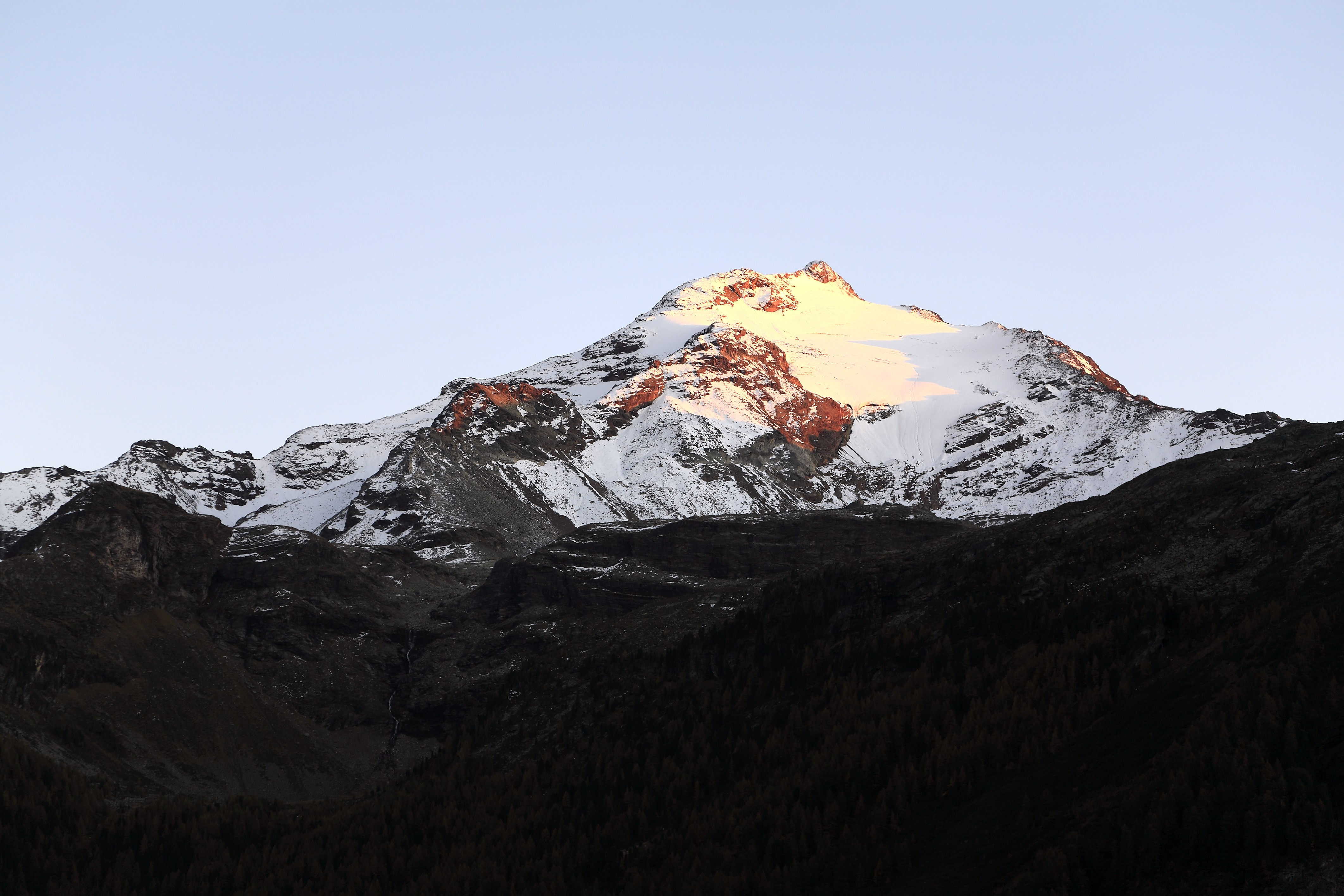
Schneebiger Nock
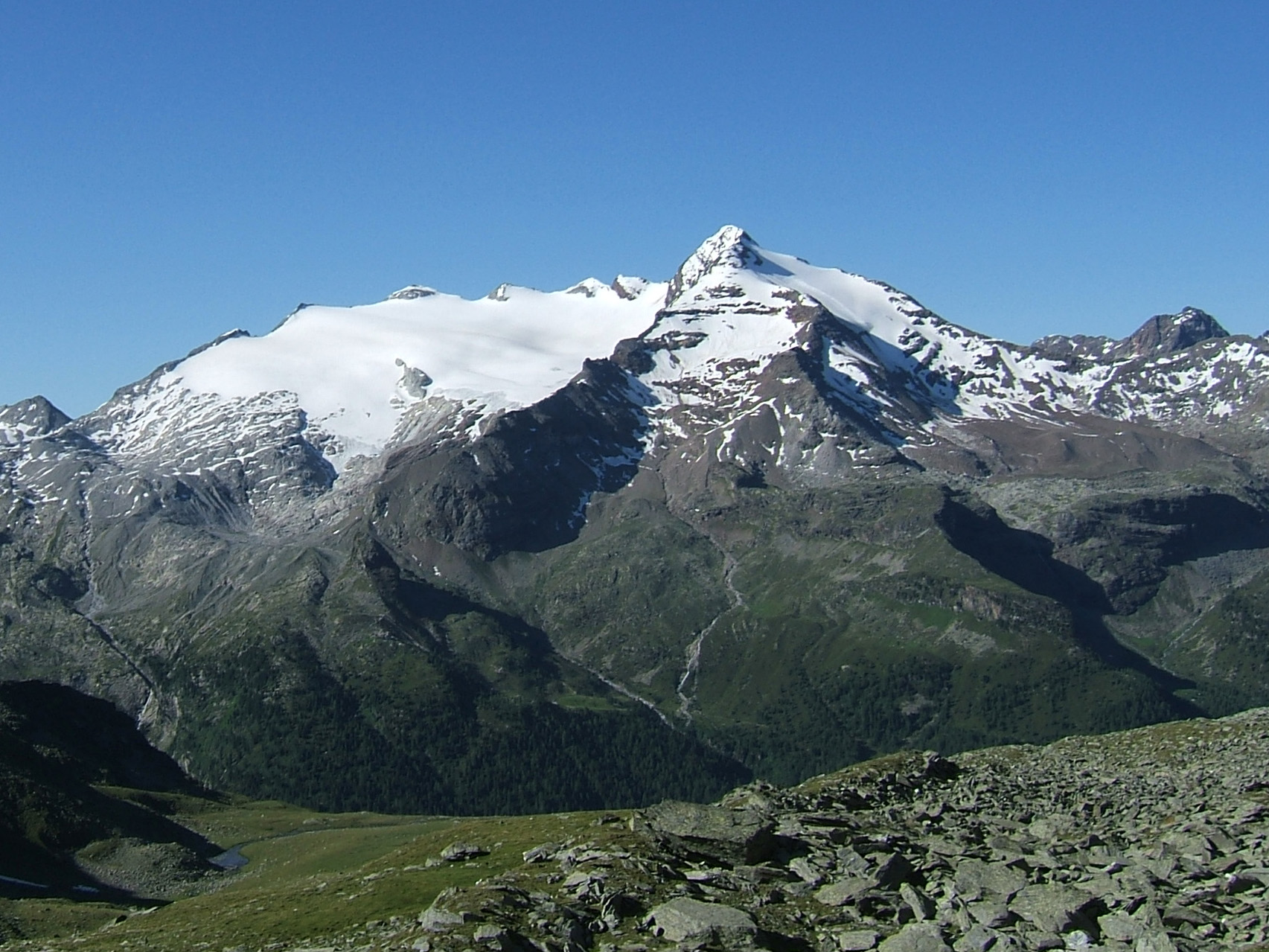
Schneebiger Nock od severu
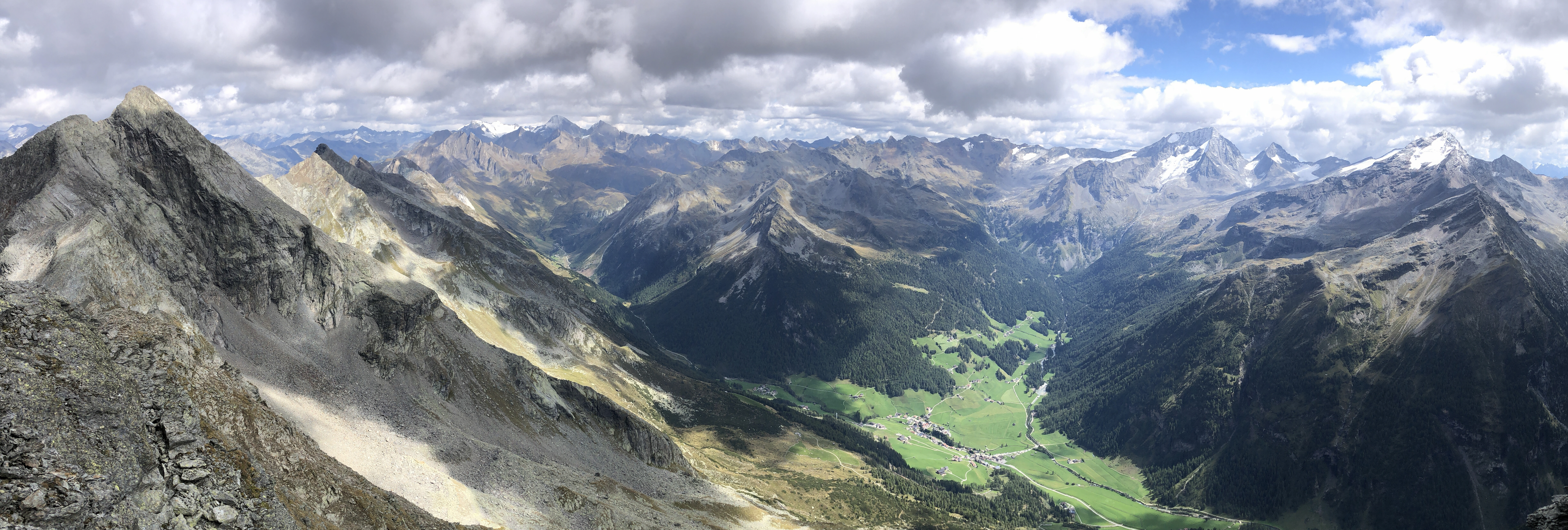
Rein in Taufers s Rieserfernergruppe - vlevo Durreck, v pozadí Hirbernock, Gabelspitze, Dreiherrnspitze, Hohe Warte, Rötspitze, Löffelspitze, Daberspitze, Dreieggspitze, Kleiner a Großer Rotstein, Mulle, Winkelspitze, Lenkstein, Barmer Spitze, Hochgall, Wildgall, Hochflachkofel, Schneebiger Nock a Gelttalspitze (zleva doprava).